# Șeitin
Șeitin is een Roemeense gemeente in het district Arad.
Șeitin telt 3090 inwoners.